# Präsidentschaftswahl in Usbekistan 2015
Die Präsidentschaftswahl in Usbekistan 2015 fand am 29. März 2015 in der Republik Usbekistan statt. Wahlsieger wurde erneut der langjährige Präsident Islom Karimov, der das Land bereits seit dessen Unabhängigkeit im Jahr 1991 regierte.

## Wahlsystem

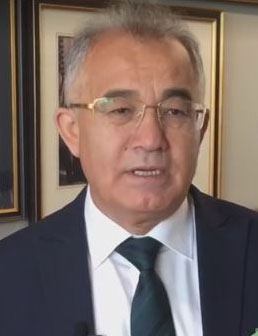
Akmal Saidov, Kandidat der Partei Milliy Tiklanish

Die Präsidentschaftswahl wurde in Form einer landesweiten Mehrheitswahl abgehalten. Der Wahlsieger benötige dabei eine absolute Mehrheit der abgegebenen Stimmen. Gelang dies keinem der Kandidaten war eine Stichwahl zwischen den beiden erfolgreichsten Kandidaten des ersten Wahlgangs vorgesehen. Für die Gültigkeit der Wahl war im ersten Wahlgang eine Wahlbeteiligung von mindestens 33 % nötig, in einem hypothetischen zweiten Wahlgang war keine solche Hürde vorgeschrieben. Die Amtszeit des Präsidenten war im Jahr 2011 von sieben auf fünf Jahre reduziert worden, sodass der Wahlsieger bis 2020 im Amt des Präsidenten legitimiert war. Die geltende Beschränkung der Präsidentschaft auf zwei Amtszeiten wurde für den langjährigen Präsidenten Karimov ausgesetzt. Die Zentrale Wahlkommission begründete die Genehmigung der Kandidatur Karimovs mit der Tatsache, dass dieser seit der Annahme einer neuen Verfassung im Jahr 2002 erst einmal, im Rahmen der Präsidentschaftswahl in Usbekistan 2007, in das Amt des Präsidenten gewählt worden sei. De facto kandidierte Karimov 2015 allerdings bereits für seine vierte Amtszeit. Von großer Bedeutung für den Verlauf der Wahl war die Registrierung der Kandidaten für das Amt des Präsidenten. Im Vergleich zur vorangegangenen Präsidentschaftswahl wurde die Möglichkeit der Nominierung unabhängiger Kandidaten durch Wählergruppen gestrichen, Kandidaten konnten ausschließlich von registrierten Parteien nominiert werden. Da die Regierung Karimovs einen restriktiven Kurs gegen jegliche Form von Opposition verfolgte, war zum Zeitpunkt der Präsidentschaftswahl keine oppositionelle Partei registriert, sodass die Nominierung oppositioneller Politiker durch die Gestaltung des Registrierungsprozesses ausgeschlossen wurde. Neben der Nominierung seitens einer Partei waren auch die Unterschriften von mindestens 5 % der wahlberechtigten Bevölkerung, circa einer Million Menschen, nötig, um von der Zentralen Wahlkommission zur Wahl zugelassen zu werden.

## Kandidaten
Die vier registrierten Parteien, die auch bei den Parlamentswahlen in Usbekistan 2009/10 und 2014/15 angetreten waren und dort Sitze gewinnen konnten, nominierten jeweils einen Kandidaten für das Amt des Präsidenten. Die Liberaldemokratische Partei, die aus der vorangegangenen Parlamentswahl 2014/15 als stärkste Fraktion hervorgegangen war, nominierte den Amtsinhaber Islom Karimov. Die zweitstärkste Fraktion im usbekischen Parlament, Milliy Tiklanish, nominierte Akmal Saidov, den Direktor des Zentrums für Menschenrechte in Usbekistan. Die Volksdemokratische Partei Usbekistans wurde bei der Präsidentschaftswahl von ihrem Parteivorsitzenden, Hotamjon Ketmonov, vertreten. Als vierte Partei nominierte die sozialdemokratische Partei Adolat Nariman Umarov, der zuvor das Staatliche Komitee für Naturschutz geleitet hatte. für die Präsidentschaftswahl. Da alle registrierten Parteien dem Präsidenten gegenüber loyal waren, galt dies auch für die nominierten Kandidaten. Diese drückten deutlich ihre Bewunderung und Unterstützung für den Amtsinhaber aus und verdeutlichten dadurch den mangelnden Pluralismus in der usbekischen Politik.

## Wahlkampf
Ein echter Wahlkampf fand auf Grund der geringen Meinungsunterschiede und der nahezu unangreifbaren Position des Amtsinhabers Karimov nicht statt. Die Wahlkampffinanzierung erfolge hauptsächlich aus staatlichen Mitteln. Jedem Kandidaten wurde dabei ein Budget von umgerechnet circa 327.000 € zur Verfügung gestellt, das Ausgaben im Rahmen des Wahlkampfs decken sollte. Sichtbare Zeichen des Wahlkampfs waren Wahlplakate in den größeren Städten des Landes, die ebenfalls von staatlicher Seite gestellt wurden. Eine inhaltliche Debatte fand rund um die Wahl kaum statt. Die Gegenkandidaten des Präsidenten sprachen jeweils spezielle Wählergruppen an, beispielsweise fand die Milliy Tiklanish vor allem im nationalkonservativen Milieu ihre Wähler. Präsident Karimov hingegen betrieb kaum aktiven Wahlkampf, sondern setzte unter anderem auf seine ständige Präsenz in den Medien.

## Ergebnis
Das Ergebnis entsprach dem erwarteten, deutlichen Sieg des Amtsinhabers und reihte sich damit in die Ergebnisse der vorherigen Präsidentschaftswahlen ein.
| Kandidat          | Partei                                | Stimmen (absolut) | Stimmen (relativ) |
| ----------------- | ------------------------------------- | ----------------- | ----------------- |
| Islom Karimov     | Liberaldemokratische Partei           | 17.122.597        | 90,39 %           |
| Akmal Saidov      | Milliy Tiklanish                      | 582.688           | 3,08 %            |
| Hotamjon Ketmonov | Volksdemokratische Partei Usbekistans | 552.309           | 2,92 %            |
| Nariman Umarov    | Adolat                                | 389.024           | 2,05 %            |
| Ungültig          | -                                     | 295.731           | 1,56 %            |
| Wahlbeteiligung   | -                                     | 18.942.349        | 91,08 %           |

Mit der hohen Wahlbeteiligung und der deutlichen absoluten Mehrheit für den Amtsinhaber war das Ergebnis der Wahl bereits nach dem ersten Wahlgang gültig und Präsident Karimov für eine weitere, fünfjährige Amtszeit legitimiert. Da Karimov aber im September 2016 starb, musste bereits im Jahr 2016 eine weitere Präsidentschaftswahl in Usbekistan abgehalten werden.

## Bewertung
Die Präsidentschaftswahl stieß im In- und Ausland auf ein geteiltes Echo. Die Beobachtermission der Organisation für Sicherheit und Zusammenarbeit in Europa (OSZE) kritisierte die Wahl deutlich. Insbesondere der mangelnde politische Wettbewerb, die Unterdrückung der Opposition und zahlreiche rechtliche und organisatorische Mängel wurden von der OSZE benannt und führten zu der Einschätzung, die Wahl sei weder frei noch fair gewesen. Auch Human Rights Watch kritisierte die Wahl und machte auf Menschenrechtsverletzungen in Usbekistan aufmerksam. Der russische Präsident Wladimir Wladimirowitsch Putin gehörte hingegen zu den ersten Gratulanten und bezeichnete die Wahl als Beweis für die große Autorität Karimovs bei seinen Landsleuten. Die Beobachter der Gemeinschaft Unabhängiger Staaten widersprachen zudem der OSZE und bezeichneten die Wahl als frei, offen und demokratisch. Karimov selbst begründete seine Kandidatur für eine weitere Amtszeit unter anderem mit der Bekämpfung des radikalen Islamismus, dessen Ausbreitung in Usbekistan verhindert werden müsse.